# Selymes lappantyú
A selymes lappantyú (Antrostomus sericocaudatus) a madarak (Aves) osztályának a lappantyúalakúak (Caprimulgiformes) rendjéhez, ezen belül a lappantyúfélék (Caprimulgidae) családjához tartozó faj.

## Rendszerezése
A fajt John Cassin amerikai ornitológus írta le 1849-ben, Antrostomus serico-caudatis néven. Sorolták a Caprimulgus nembe Caprimulgus sericocaudatus néven is.

## Előfordulása
Argentína, Bolívia, Brazília, Paraguay és Peru területén honos. Természetes élőhelyei a szubtrópusi vagy trópusi síkvidéki esőerdők. Állandó, nem vonuló faj.

## Megjelenése
Testhossza 24–30 centiméter, testtömege 53-83 gramm.

## Életmódja
Bogarakkal, tücskökkel, szöcskékkel és hangyákkal táplálkozik.

## Természetvédelmi helyzete
Az elterjedési területe rendkívül nagy, egyedszáma viszont csökken, de még nem éri el a kritikus szintet. A Természetvédelmi Világszövetség Vörös listáján nem fenyegetett fajként szerepel.